# Крістіан Де Лоренці
Крістіан Де Лоренці (італ. Christian De Lorenzi; нар. 18 лютого 1981, Сондало, Ломбардія, Італія) — італійський біатлоніст, багаторазовий учасник чемпіонатів світу з біатлону, учасник та призеретапів кубка світу з біатлону, срібний призер чемпіонату Європи серед юніорів 2001 року. 

## Виступи на Олімпійських іграх
| Рік  | Місце проведення | Інд | Спр | Пр | МС | Ест |
| 2006 | Турин            | 7   | 26  | 14 | 26 | 8   |
| 2010 | Ванкувер         | 38  | 61  |    |    | 12  |

## Виступи на чемпіонатах світу
| Рік  | Місце проведення     | Інд | Спр | Пр  | МС | Ест | ЗМ |
| 2004 | Обергоф              | DNF | 57  | LAP |    | 15  |    |
| 2005 | Гохфільцен           | 13  | 58  | 45  |    | 9   |    |
| 2007 | Антхольц-Антерсельва | 26  | 11  | 44  | 28 | 4   |    |
| 2008 | Естерсунд            | 6   | 21  | 14  | 30 | 11  |    |
| 2009 | Пхьончхан            | 43  | 27  | 12  | 10 | 7   |    |
| 2011 | Ханти-Мансійськ      | 33  | 21  | 23  | 23 | 5   |    |
| 2012 | Рупольдінг           | 32  | 60  | 37  |    | 4   |    |
| 2013 | Нове Место-на-Мораві | 55  | 26  | 25  |    | 7   |    |

## Кар'єра в Кубку світу
Першим роком Крістіана в біатлоні був 1995 рік, а починаючи з 1999 року він почав виступати за національну збірну Італії з біатлону.
- Дебют в кубку світу — 20 грудня 2002 року в естафеті в Брезно-Осрбліє — 9 місце.
- Перше попадання в залікову зону — 27 лютого 2004 року в спринті в Лейк-Плесіді — 25 місце.
- Перше попадання на розширений подіум — 6 січня 2007 року в спринті в Обергофі — 6 місце.
- Перший  подіум — 14 березня 2010 року в  гонці переслідування в Контіолахті — 2 місце.

## Загальний залік в Кубку світу
- 2003-2004 — 55-е місце (35 очок)
- 2004-2005 — 69-е місце (20 очок)
- 2005-2006 — 42-е місце (86 очок)
- 2006-2007 — 31-е місце (181 очко)
- 2007-2008 — 36-е місце (122 очки)
- 2008-2009 — 23-е місце (350 очок)
- 2009-2010 — 32-е місце (276 очок)
- 2010-2011 — 22-е місце (384 очки)
- 2011-2012 — 49-е місце (113 очок)
- 2012-2013 — 47-е місце (140 очок)

## Статистика стрільби
| № п/п | Сезон     | Загальна        | Індивідуальна гонка | Спринт         | Гонка переслідування | Мас-старт      | Естафета      |
| ----- | --------- | --------------- | ------------------- | -------------- | -------------------- | -------------- | ------------- |
| 1     | 2005-2006 | 79,2% (262/331) | 86,7% (52/60)       | 73,8% (59/80)  | 79,2% (95/120)       | 80,0% (16/20)  | 78,4% (40/51) |
| 2     | 2006-2007 | 75,7% (337/445) | 72,5% (58/80)       | 82,0% (82/100) | 71,0% (71/100)       | 79,0% (79/100) | 72,3% (47/65) |
| 3     | 2007-2008 | 77,4% (278/359) | 81,7% (49/60)       | 72,0% (72/100) | 78,3% (94/120)       | 65,0% (13/20)  | 84,7% (50/59) |
| 4     | 2008-2009 | 74,2% (342/461) | 75,0% (60/80)       | 74,0% (74/100) | 80,0% (80/100)       | 71,0% (71/100) | 70,4% (57/81) |
| 5     | 2009-2010 | 80,0% (256/320) | 75,0% (60/80)       | 76,7% (69/90)  | 83,8% (67/80)        | 99,9% (20/20)  | 80,0% (40/50) |
| 6     | 2010-2011 | 78,3% (339/433) | 83,8% (67/80)       | 78,0% (78/100) | 80,8% (97/120)       | 75,0% (60/80)  | 69,8% (37/53) |
| 7     | 2011-2012 | 80,2% (223/278) | 86,7% (52/60)       | 73,8% (59/80)  | 82,5% (66/80)        | 80,0% (16/20)  | 78,9% (30/38) |
| 8     | 2012-2013 | 84,2% (293/348) | 88,3% (53/60)       | 91,1% (82/90)  | 82,5% (99/120)       | 0,0% (0/0)     | 75,6% (59/78) |